# Nömrög (Zavkhan)
Le sum de Nömrög (mongol : ᠨᠥᠮᠦᠷᠭᠡ
ᠰᠤᠮᠤ, cyrillique : Нөмрөг сум, MNS : Nömrög sum) est situé dans l'aïmag (ligue) de Zavkhan en Mongolie.